# Кучерла (селище)
Кучерла (рос. Кучерла) — село Усть-Коксинського району, Республіка Алтай Росії. Входить до складу Катандинського сільського поселення.
Населення — 179 осіб (2015 рік).